# Die kleine Weltlaterne

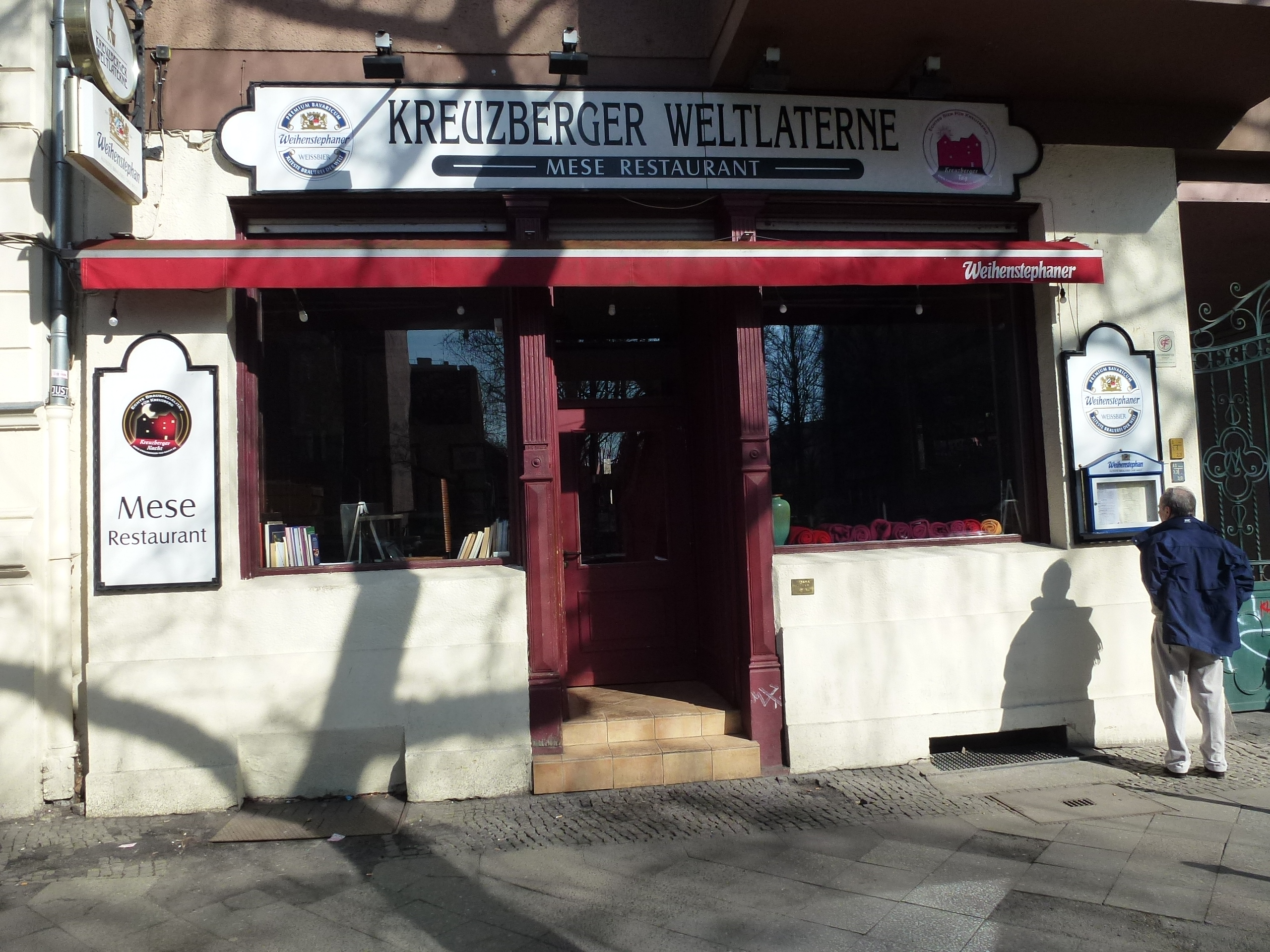
Ehemalige Kleine Weltlaterne in der Kohlfurter Straße, heute: Kreuzberger Weltlaterne

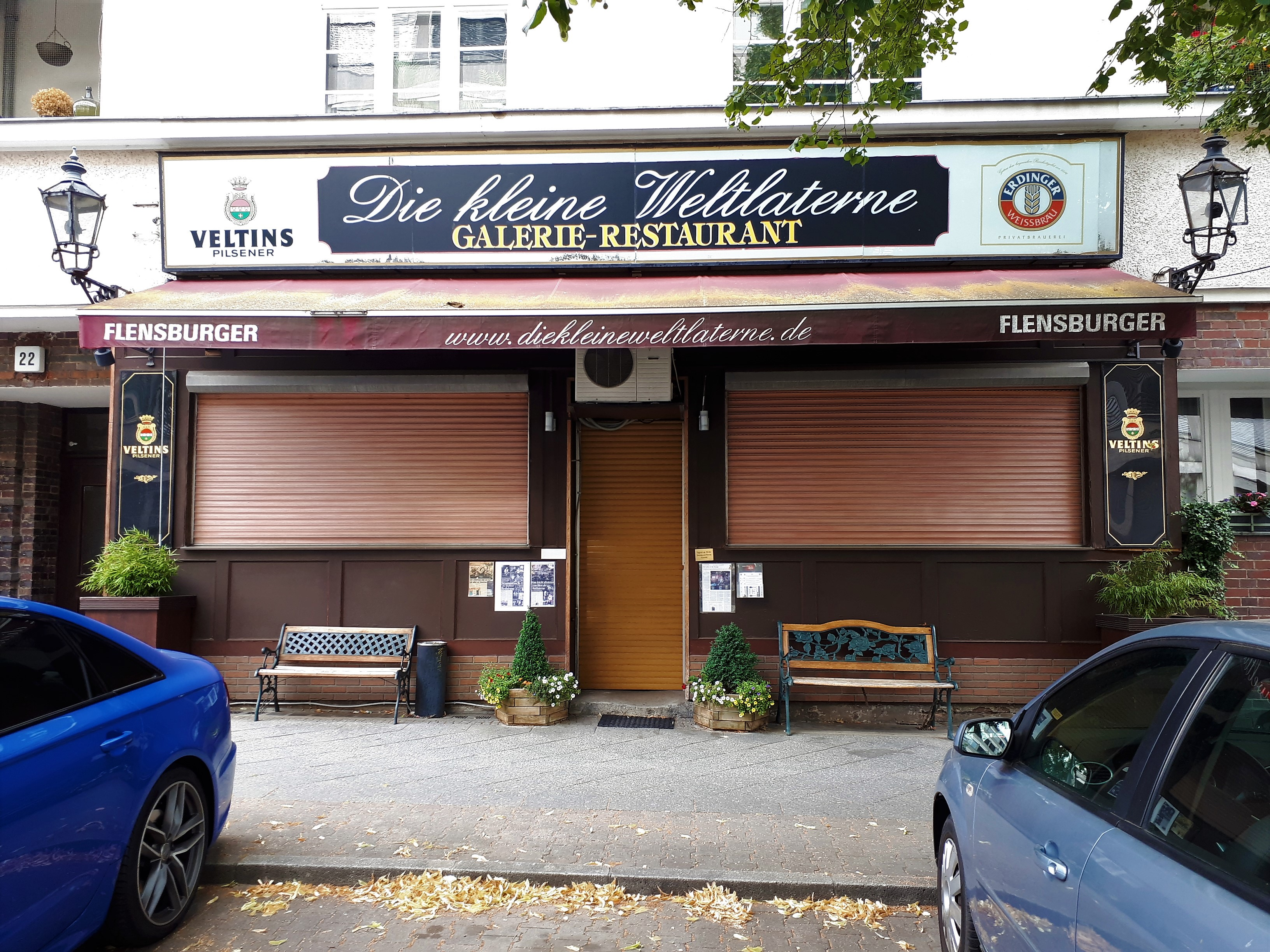
Die kleine Weltlaterne in der Nestorstraße

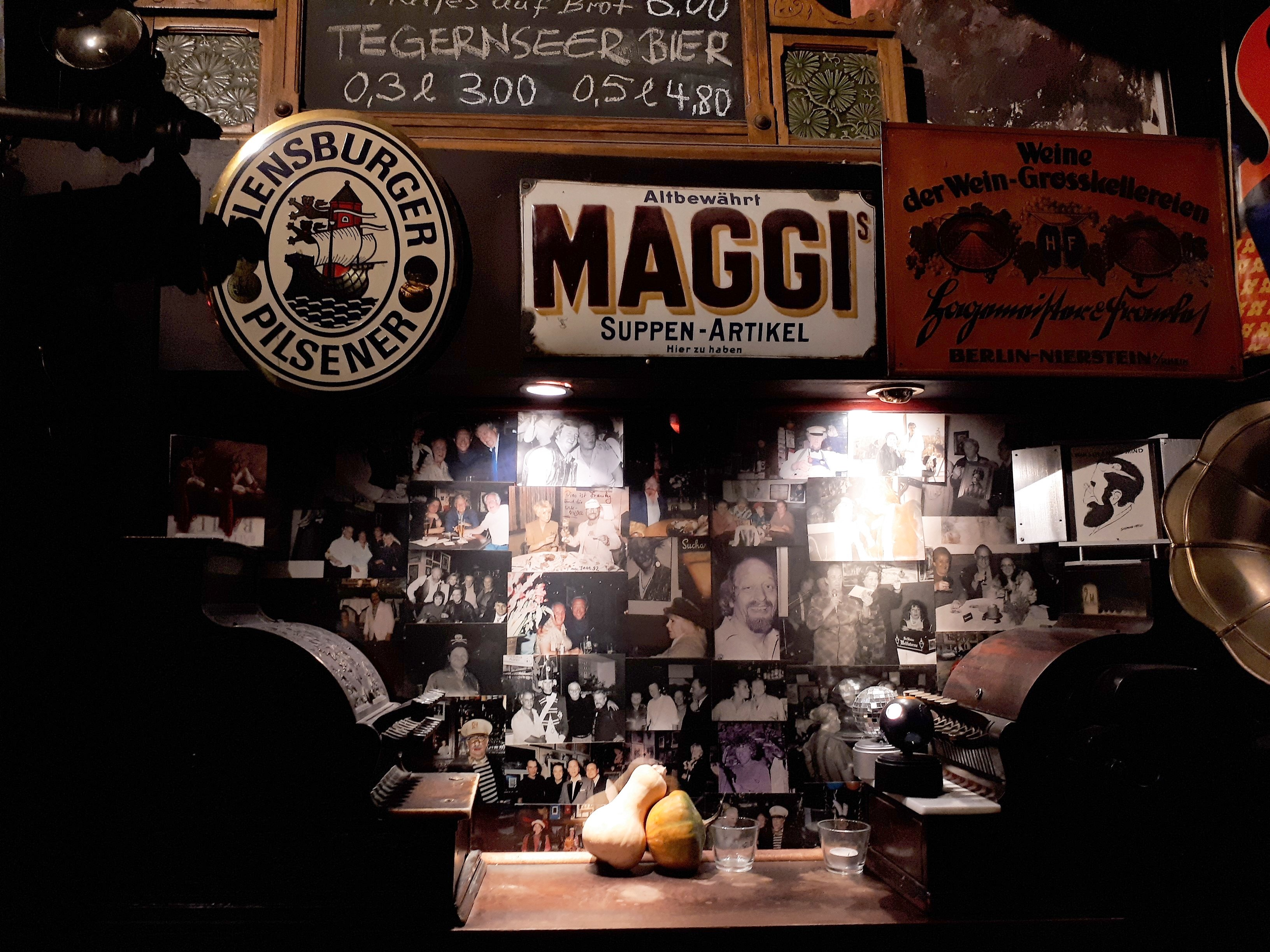
Tresen der Kleinen Weltlaterne

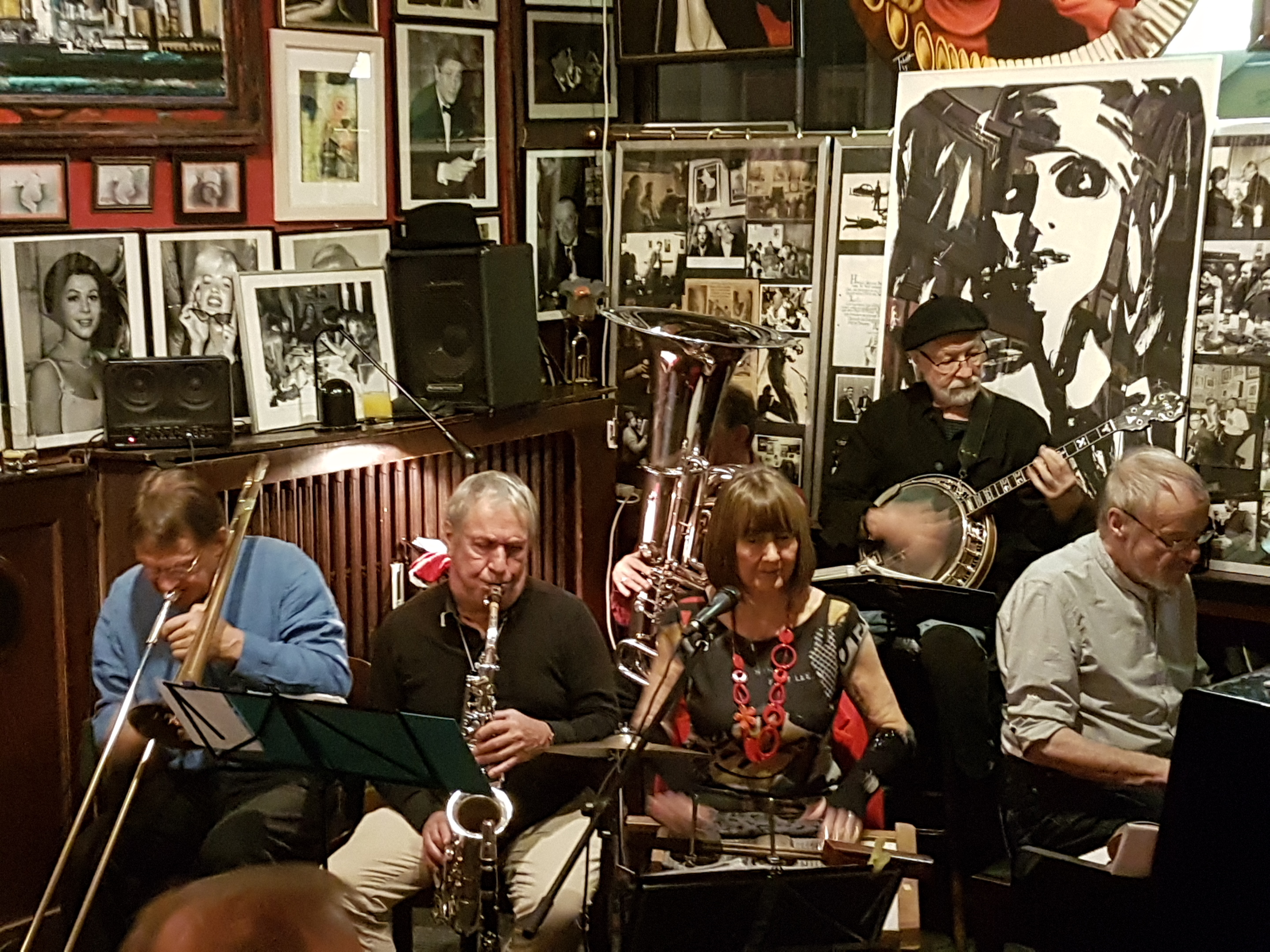
Jazz in der Kleinen Weltlaterne

Die Kleine Weltlaterne ist eine ursprünglich im Berliner Ortsteil Kreuzberg gelegene Kneipe, die als Künstlerkneipe in den 1960er und 1970er Jahren bundesweite Anziehungskraft entwickelte.
Zusammen mit der Künstlerkneipe Der Leierkasten wurde Die Kleine Weltlaterne in dieser Zeit bekannt auch jenseits des etablierten Kulturbetriebs. Beide Kneipen waren Haupttreffpunkt der Berliner Malerpoeten (Kreuzberger Bohème). Hier verkehrten gesellschaftskritische Kunstschaffende und Intellektuelle, von denen viele später prominent geworden sind, wie zum Beispiel Karl Dall, Ingeborg Bachmann, Günter Grass, Insterburg & Co., Ulrich Schamoni, Friedrich Schröder Sonnenstern, Günter Bruno Fuchs, Robert Wolfgang Schnell, Nicolas Born und Friedrich Christian Delius.
Auch Friedensreich Hundertwasser, Henry Miller, Friedrich Dürrenmatt und Hildegard Knef besuchten die Kleine Weltlaterne. Viele weitere Künstler und Prominente fanden sich im Laufe der Zeit in der Kleinen Weltlaterne ein, darunter Ernst Fuchs, Oskar Huth, Markus Lüpertz, Peter Maffay, Udo Jürgens, Harald Juhnke, Heinz Schenk, Caterina Valente, Harald Schmidt und Rolf Eden.
Kurt Mühlenhaupt hatte Anfang der 1960er Jahre den Trend zu sogenannten „Sperrmüllkneipen“ gesetzt, die aus Kunst und Trödel bestanden. Die Kleine Weltlaterne wurde im September 1961 von Hertha Fiedler eröffnet, die kurz vor dem Mauerbau aus Karl-Marx-Stadt nach West-Berlin gekommen war. Sie hatte die ehemalige Berliner-Kindl-Kneipe übernommen und bot einem benachbarten Künstler, der eine Ausstellung machen wollte, ihr Lokal an. Fiedler veranstaltete Lesungen und versammelte Teile der Literatur-Szene West-Berlins um sich. Sie wurde immer mehr zur Galeristin und Managerin der Kreuzberger Kulturszene. So schenkte sie beispielsweise „Bier gegen Bilder“ aus. Anfangs verkehrten hier Maler und Bildhauer aus dem Kiez, später auch aus anderen Bezirken. Es entwickelte sich eine bundesweite Anziehungskraft. Seit 1967 war auch der nach Berlin zurück gekehrte Verleger und Schriftsteller VauO Stomps ein häufiger Gast in der Kleinen Weltlaterne und entwickelte neue Projekte für seinen Kleinverlag Neue Rabenpresse.
Die Kleine Weltlaterne und Der Leierkasten bildeten die Prototypen der West-Berliner Künstlerkneipen, die zwar inmitten der alten Arbeiterbezirke lagen, aber auch von bürgerlichen Gästen lebten. In den Künstlerkneipen kam die Kreuzberger Bohème zusammen, die im Gegensatz zur abstrakten Kunst der Charlottenburger Szene betont auf einen kritischen Realismus setzte. In den 1960er Jahren etablierte sich in Kreuzberg ein soziales Milieu, das einen unorthodoxen Kulturbetrieb hervorbrachte und sich auch lebensweltlich unkonventionell und antibürgerlich gab. Viele verschiedene Formen der Kunst wurden von hier aus erprobt und verbreitet. Anfang der 1960er Jahre setzte sich beispielsweise Günter Grass im Auftrag Fiedlers auf einen Elefanten, las aus der Blechtrommel und versteigerte Kunst für den Circus Renz. Fiedler und Kurt Mühlenhaupt initiierten für den ersten Kreuzberger Bildermarkt täglich zwei Kutschen, die vom Bahnhof Zoo abfuhren und nach einer Galeriebesichtigung am Schöneberger Ufer zum Bildermarkt fuhren. Anschließend lenkte der Kutscher die Besucher noch zu einigen Künstlerkneipen.
Die Kleine Weltlaterne definierte sich im Gegensatz zum Leierkasten dennoch insgesamt bürgerlicher. Die Gebrüder Blattschuss setzten dem Nachtleben des damaligen Bezirks mit ihrem Schlager Kreuzberger Nächte ein musikalisches Denkmal.
Heute befindet sich Die Kleine Weltlaterne in der Nestorstraße 22 in Halensee und wird von Bernd Fiedler bewirtschaftet, dem Sohn von Hertha Fiedler. Weiterhin werden dort Ausstellungen von Malern wie beispielsweise Matthias Koeppel und Jazzabende veranstaltet. 2019 fand in der Kneipe ein Filmdreh mit Roberto Blanco statt.
Für ihr Engagement bekam Hertha Fiedler 1978 das Bundesverdienstkreuz.